# Rebecca Horn
Pour les articles homonymes, voir Horn.
Rebecca Horn, née le 24 mars 1944 à Michelstadt et morte le 6 septembre 2024 à Bad König, est une artiste allemande utilisant l’installation, la performance, la vidéo, la poésie, le dessin ou la photographie.

## Biographie
Rebecca Horn grandit dans l'Allemagne de l'après-guerre et  apprend tôt à faire de l'art une forme d'expression privilégiée par rapport au langage : « On ne pouvait pas parler allemand, explique-t-elle. Les Allemands étaient détestés. Nous avons dû apprendre le français et l'anglais. Nous voyagions toujours ailleurs, parlant quelque chose d'autre. Mais j'ai eu une gouvernante roumaine qui m'a appris à dessiner. Je n'étais pas obligée de dessiner en allemand, en français ou en anglais. Je pouvais juste dessiner. »
À l'adolescence, Rebecca Horn suit les cours de la Hochschule für bildende Künste Hamburg de Hambourg, puis en 1964, elle s'installe momentanément à Barcelone, où elle attrape une infection pulmonaire. Elle doit passer un an dans un sanatorium : cette expérience de l'isolement total et de la souffrance est déterminante dans l'orientation de son œuvre, très liée au corps. L'artiste commence à réaliser des « body-sculptures » en tissu, dans l'espoir de « réprimer sa solitude en communiquant par des formes organiques », et travaille sur des extensions de corps ou des prothèses.
À la fin des années 1960, Rebecca Horn commence à réaliser des performances. Unicorn (1970) est l'une de ses œuvres les plus connues : une jeune fille « prête à marier » se promène dans la nature, portant uniquement une corne blanche sur le front, et les bandages qui la maintiennent — image à la fois mythique et moderne, autobiographie de la souffrance à la Frida Kahlo. Parmi ses extensions, les Finger Gloves (1972) et Feather Fingers (Doigts de plumes, 1972) lui permettent de créer l'illusion de nouvelles sensations de l'espace. Elle utilise à plusieurs reprises les plumes dans les années 1970 et 1980 pour réaliser des sortes de cocons, de masques ou d'éventails pour dissimuler le corps.
Rebecca Horn a également réalisé plusieurs films, comme La Ferdinanda (1981), où se révèle son obsession du corps imparfait. Elle vit et travaille à Berlin et Paris et a installé son atelier et un musée présentant ses œuvres, The Moontower Foundation, à Bad König.

## Œuvres
Après avoir réalisé un ensemble de performances (Toucher les murs des deux mains en même temps, 1972-1975) et d'objets en relation au corps (masque-crayons, 1972), Rebecca Horn construit des machines animées. Son travail mêle allusions littéraires (à Joyce, Beckett ou Willy) et références sexuelles métaphysiques ou cinématographiques, autobiographiques. Elle installe, suspendues à des chaînes, accrochées à des tiges de métal, toutes sortes d'objets.
Elle élabore des scénarios où interviennent des oiseaux, des serpents, de l'eau, de l'encre mais aussi des armes, des chaussures ou des instruments de musique, transformés en automates, en « sculptures-performances ». Des textes poétiques évoquent ses pièces et sont repris dans ses films.

## Distinctions
- Elle est élue membre de l'Académie des arts de Berlin en 1989[1].

## Expositions
- 2019: Rebecca Horn: Théâtre des métamorphoses, Centre Pompidou-Metz
- 2014: Rebecca Horn : des arts plastiques au cinéma, 7e Journées Internationales du Film sur l’Art, Louvre, Paris
  - Between the Knives of the emptiness, Galerie Lelong, Paris
- 2013: The Suitcase of Escape, Multimedia Art Muzey, Moscou
  - A Chemical Wedding in Istanbul, Galerie Artist, Istanbul
- 2013: The Suitcase of Escape, Multimedia Art Muzer et zindo
  - A Chemical Wedding in Istanbul, Galerie Artist, Istanbul
- 2012: Federn tanzen auf den Schultern, Weserburg Museum, Brême
  - Capuzzelle, Studio Trisorio, Naples
  - Passage through Light, National Gallery of Modern Art, New Delhi
  - Maribor Projekt – Rebecca Horn and Guests, UGM Maribor Gallery, Maribor
- 2011: Moon Mirror Journey, Internationales Literaturfestival, Haus der Berliner Festspiele, Berlin
  - Moon Mirror Journey, 4e Moscow Biennale, Pioner Cinema, Moscou. Opening film
  - Moon Mirror Journey, Artecinema, 16. International Film Festival of Documentaries, Naples
  - Ravens Gold Rush, Sean Kelly Gallery, New York
  - Moon Mirror Journey, Rubin Museum of Art, New York. US film premiere
- 2010: Luci mie traditrici, MaerzMusik 2010, Volksbühne am Rosa-Luxemburg-Platz, Berlin. Opéra de Salvatore Sciarrino, direction, scène et costumes de Rebecca Horn
  - Rebelião em Silêncio, Centro Cultural Banco do Brasil, Rio de Janeiro and Centro Cultural Banco do Brasil, Sao Paulo (avec catalogue)
  - Elektra, Staatstheater Wiesbaden. Opéra de Richard Strauss, texte d'Hugo von Hofmannsthal, directions de Rebecca Horn
- 2009: Rebecca Horn, Galleria Marie Laure Fleisch, Rome
  - Fata Morgana, Liebesflucht, Fondazione Bevilacqua La Masa and Teatro La Fenice, Venise (avec catalogue)
  - Luci mie traditrici, Operadhoy, Madrid, opéra de Salvatore Sciarrino, direction, scène et costumes de Rebecca Horn (avec catalogue)
  - Aigües Tortes, avec Jannis Kounellis, Pelaires Centro Culturale Contemporanei, Palma de Mallorca (avec catalogue)
  - Mots sous les pierres, avec Giuseppe Penone, Galerie Alice Pauli, Lausanne
  - Rebellion in Silence. Dialogue between Raven and Whale, Museum of Contemporary Art Tokyo (avec catalogue)
- 2008: L’Amour cosmique-fou du faucon rouge, Galerie Lelong Paris
  - Cosmic Maps, Sean Kelly Gallery, New York (avec catalogue)
  - Luci mie traditrici, Salzburger Festspiele 2008, Kollegienkirche, Salzbourg. Opéra de Salvatore Sciarrino, direction, scène et costumes de Rebecca Horn (avec catalogue)
  - Love and Hate, MdM Rupertinum Museum der Moderne, Salzbourg (avec catalogue)
  - Amore – Continental, Studio Trisorio, Rome
- Martin-Gropius-Bau, Berlin, 2007
- Biennale de Montréal, Montréal, 1998
- Biennale de Venise, Venise 1997
- Project in Munster, Munster, 1996
- Musée de Grenoble, Grenoble, 1995
- Alte Nationalgalerie, Berlin, 1994
- documenta 9, Cassel, 1992
- Biennale de Paris, Paris, 1975

## Matériaux
- Plumes
- œufs d'autruche
- bandages
- tissus
- métal
- bois
- l'électricité

## Filmographie
- 1970 : La Licorne (Einhorn)
- 1972 : Performances I, huit performances : 
Rote Glieder (Membres rouges), Rotbrust (Poitrine rouge), Zunehmendes Schwarz (Expansion noire), Hahnengefieder(Plumage de coq), Balancestab (Tige en équilibre), Schwarze Hörner (Cornes noires), Federkleid (Vêtement de plumes), Simon-Sigmar (inachevé).
- 1973 : Performances II, neuf performances : 
Einhorn (La Licorne), Kopf-Extension (Extension de la tête), Köperfächer (Eventail corporel), Handschuhfinger (Doigt-gants), Fedrefinger (Doigts-plumes), Gavin, Hahnenmaske (masque-coq), Bleistiftmaske (masque-crayons), Kakadu (Cacatoès)
- 1974 : Flamingos
- 1975 : Exercices berlinois en neuf parties (Ferne abspielen)
- 1975 : La Veuve du paradis (Paradieswitwe)
- 1976 : La Fiancée chinoise (Die chinesische Verlobte)
- 1978 : Le Danseur mondain - guéridon noir (Der Eintänzer)
- 1981 : La Ferdinanda : Sonate pour une villa Médicis
- 1990 : La Chambre de Buster (Buster's Bedroom)